# 内科学
内科学（ないかがく、英: internal medicine）は、主に身体の臓器（内臓）を対象とし、一般に手術によらない方法での診療とその研究を行う医学の一分野。医学において古代よりその基礎中心ともいえる領域。
日本の代表的内科学書、朝倉書店刊「内科学」によれば「内科学は疾病の本態と原因を明らかにし、疾病を発見し、対処して、患者の社会生活を可能な限りに健康的に維持するための臨床科学である」としている。対照的に外科学がある。

## 歴史

### 古代
内科学は医学の原点として、紀元前3000年ごろ、エジプト文明、メソポタミア文明に始まり、紀元前2000年ごろには古代中国、インドでもそれぞれ発祥したといわれている。古代中国では紀元前の五帝時代には「黄帝内経」という医学書が編纂されている。
紀元前400年ごろにエジプト・メソポタミア医学がギリシャ医学に移り、ヒポクラテス医学となって、呪術、哲学と分離された。

### 現代
現代の内科学は、物理学、化学、薬理学とともに発展してきたといえる。電気や放射線といった分野での発展は心電図やX線といった技術を生み出した。また、化学合成技術の発展は新たな治療薬と薬物を用いた研究による新たな医学上の発見をもたらした。
大きな飛躍をもたらした代表的なもの
心電図
循環器領域における大きな発明のひとつ。ウィレム・アイントホーフェンは、1924年、ノーベル生理学・医学賞を授与された。
X線撮影
内科のみならず、すべての医学分野での大きな進歩がみられた。ヴィルヘルム・レントゲンは、1901年、第1回ノーベル物理学賞を受賞した。
ペニシリンの発見
アレクサンダー・フレミングは、1945年、ノーベル生理学・医学賞を受賞した。当初、ペニシリンは大量に合成できなかったが、科学技術の発展により、人工的に合成できるようになり安定した量を安価に供給できるようになった。
ポリメラーゼ連鎖反応
この技術はさまざまな分野で利用されているが、内科では特に感染症領域で診断・治療に劇的な変化をもたらした。キャリー・マリスは、1993年、ノーベル化学賞を受賞した。

## 分野
内科学は主に臓器別に分類されていった。対照的に外科学は身体の部位別(解剖学的)に分類されていった。
近年医学が多様化し「〜学」と色々な種類の名称が聞かれるようになったが、ここでは歴史的に古くから存在する代表的な内科学の分野を取り上げる。
循環器学（英: cardiology）
元々の語源となっているように「心臓学（英: cardiology）」として発展していった。現在では心臓から循環器（英: circulatory）全般を取り扱う分野として発展している。
消化器学（英: gastroenterology and hepatology）
元々の語源となっているように「胃腸学（英: gastroenterology）」と「肝臓学（英: hepatology）」の双方を含んで、胃、腸から肝臓、胆嚢、膵臓など消化器（英: digestive）全般を取り扱う分野として発展している。
呼吸器学（英: pulmonology）
元々の語源となっているように「肺臓学（英: pulmonology）」として発展していった。現在では肺臓から呼吸器（英: respiratory）全般を取り扱う分野として発展している。
内分泌学（英: endocrinology）
副腎等の内分泌器官を取り扱う分野。
血液学（英: hematology）
白血病など血液系を扱う分野。
腎臓学（英: nephrology）
腎臓を中心に泌尿器を取り扱う分野。
神経学（英: neurology）
脳、神経、筋肉等を取り扱う分野。
感染症学（英: infectious diseases）
感染症を取り扱う分野。
熱帯医学（英: tropical medicine）
熱帯病を取り扱う分野。
リウマチ学（英: rheumatology）
膠原病を取り扱う分野。
心身医学（英: psychosomatic medicine）
心的要因から生じる内科的疾患を取り扱う分野として発展していった。日本が草分けともいえる。
腫瘍学（英: oncology）
腫瘍を中心に取り扱う分野。元々抗がん剤等が開発されるまで腫瘍は治療の観点から外科学で取り扱われる代表的領域であった。

## 現状
厚生労働省の平成18年度統計によれば、全国に内科医（呼吸器、循環器、消化器を含む）は94,614名いるとされる。日本内科学会の同時期発表によると、そのうち後述する総合内科専門医は13,685名であるという。
内科は一般的に臨床医学の根幹ともいえるべき分野であるが、現在の関連法令では内科系「専門医」でなくとも「診療科」を広告して良いため、元々内科を専門としていない医師でも少なからず広告している。このため「内科医」としての技量・見識の医師間の差は大きい。
また、医学的知見の蓄積は莫大なものとなり、一口に内科学といってもその全般に精通することが不可能となっているという現実もあり、大学での内科が臓器別に分類されていることも重なって、内科医のなかでも医師の専門医志向が継続しており、自分の専門とする分野以外は取り扱わない傾向にある内科医も多く、全身を評価診療する「総合内科医」「一般内科医」は少数派となっている。
日本内科学会では、2段階制の認定制度を設けており、「認定内科医」「総合内科専門医」を認定し、それぞれ標榜が可能となっている。
日本内科学会はウェブページ『「総合内科専門医」の医師像と適正な医師数』において、「日本での医療の現実は，基幹病院・大学病院に紹介されるsubspecialtyの専門医の診療を必要とする患者でも，その殆どが医院・クリニック，または一般病院での診療が先行する」とした上で、「将来的な診療所・医院，一般病院勤務医の候補者である内科系の研修医は，subspecialtyの専門医と同時に，「総合内科専門医」も目標とすべきである」と提言している。